# Homalattus marshalli
Homalattus marshalli là một loài nhện trong họ Salticidae.
Loài này thuộc chi Homalattus. Homalattus marshalli được Elizabeth Maria Gifford Peckham & George William Peckham miêu tả năm 1903.